# Manipuri

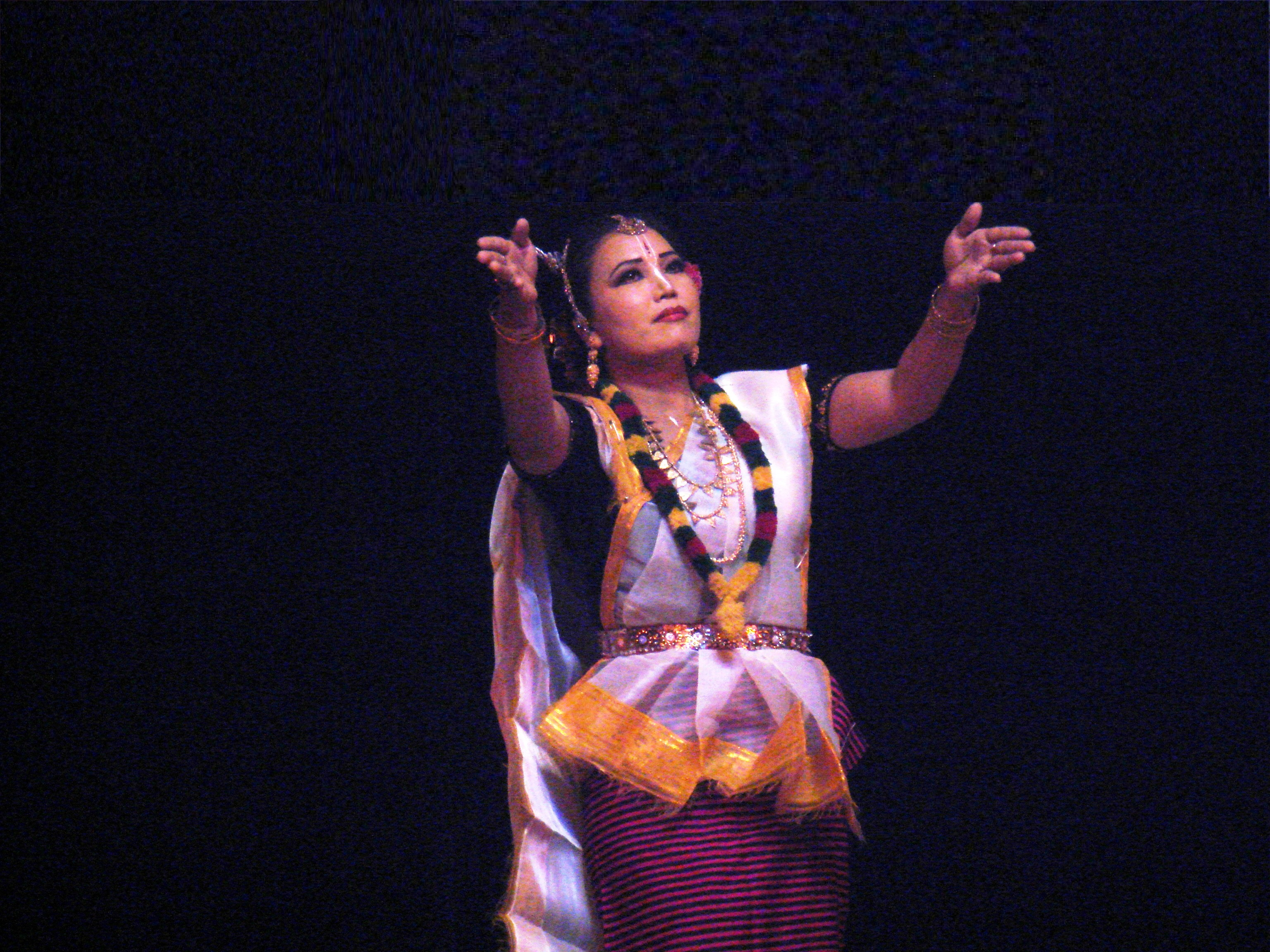
Dona de Manipur ballant la dansa Manipuri.

Els manipuri o meitei són el poble originari de l'estat de Manipur (Índia). Són emparentats amb els naga i els mizo de la mateixa zona. Físicament els manipuris són molt semblants als pobles del sud-est asiàtic. Ocupen la vall de Manipur i són dividits en clans que no es poden casar entre ells. Limiten amb els naga al nord, i amb els kuki al sud. Manipuri també és el nom de l'idioma local majoritari, la llengua dels meitei, coneguda amb el mateix nom, manipuri o meitei, i que pertany al grup de llengües tibetobirmaneses. Manipuri és també el nom d'una dansa originària Manipur i reconeguda com una de les danses clàssiques de l'Índia.

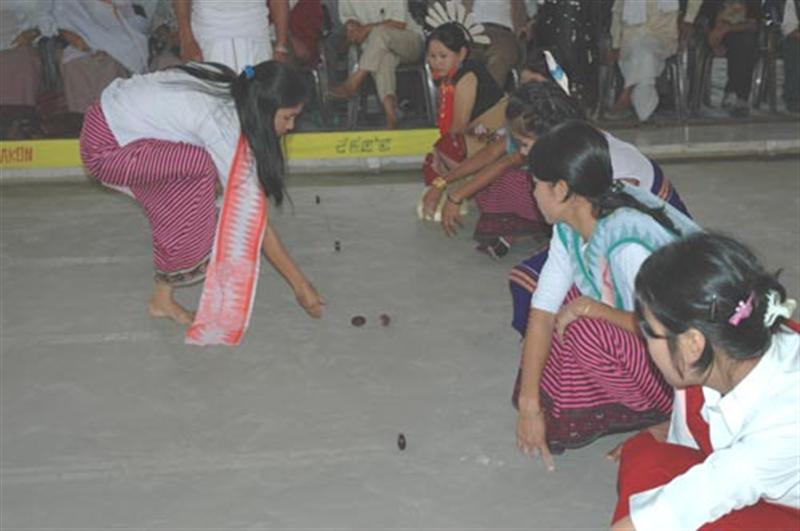
El "Kang", un joc local

La participació de l'Exèrcit Nacional Kuki (KNA) en la Guerra civil de Myanmar des de 2021 al costat d'altres grups insurgents els va facilitar armes sofisticades i en 2023 va esclatar la violència a Manipur entre els meitei i els kuki, que viuen a les altures i son principalment cristians, per beneficis econòmics, treballs governamentals i quotes d'educació, amb més de 225 morts i 60.000 desplaçats.